# Hyphydrus komghaensis
Hyphydrus komghaensis är en skalbaggsart som beskrevs av Omer-cooper 1965. Hyphydrus komghaensis ingår i släktet Hyphydrus och familjen dykare. Inga underarter finns listade i Catalogue of Life.